# Thorsten Havener

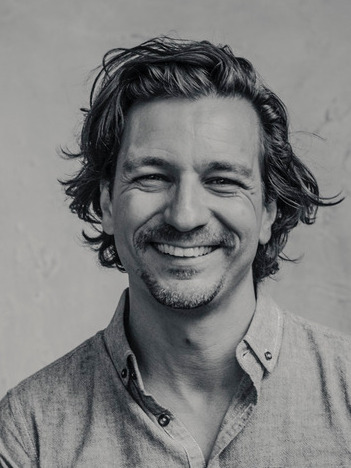
Thorsten Havener (2017)

Thorsten Havener (n. 27 septembrie 1972, Saarbrücken) este un autor german, întreținător și antrenor al personalității.

## Date biografice
Thorsten este fiul unui medic stomatolog, după bacalaureat a absolvit o universitate de lingvistică de limbă franceză și engleză în Saarbrücken și Monterey, California. În prezent el trăiește cu familia în apropiere de München.
Thorsten Havener un tip modest care afirmă că talentul său de a ghici gândurile altora nu are are nimic comun cu magia. El este un obsevator fin al comportamentului uman prin care el poate cu o surprinzătoare precizie aprecia și descifra ce gândesc unii oameni. În 1995 lui Havener i se acordă la un concurs televizat titlul de "magie génerale"  în 2001 a început să se preocupe de iluzionism și hipnoză.